# Tupaiidae
Tupaïdés, Tupaiidés, Toupayes
Famille
Les Tupaïdés ou Tupaiidés (Tupaiidae) sont une famille de petits mammifères de l'ordre des Scandentiens (Scandentia). Ils vivent dans les forêts tropicales d'Asie du Sud-Est. Ressemblant à des écureuils, les toupayes (prononcez toupaïe (CF :https://fr.wiktionary.org/wiki/toupaye) sont en réalité plus proches des primates que des rongeurs, et certaines espèces ne sont pas arboricoles.

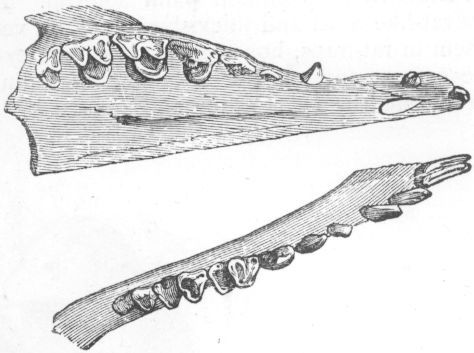
Denture
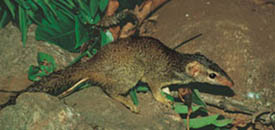
Toupaye d'Elliot

## Liste des genres
- Toupaye d'Elliot : Anathana ellioti Lyon, 1913
- Dendrogale Gray, 1848
- Tupaia Raffles, 1821
- Urogale everetti Mearns, 1905